# ПМК-8
ПМК-8 — посёлок сельского типа в Клинском районе Московской области, в составе Воронинского сельского поселения. Население — 56 чел. (2010). До 2006 года посёлок входил в состав Воронинского сельского округа
Посёлок расположен в северной части района, примерно в 10 км к северо-востоку от райцентра Клин, по правому берегу реки Лутосня (правый приток Сестры), высота центра над уровнем моря 141 м. Ближайшие населённые пункты — Воронино на юго-западе, Заовражье на юге и Раздолье на севере. У восточной окраины посёлка проходит региональная автодорога 46Н-03760 (автотрасса М10 «Россия»— Московское большое кольцо).

## Население
| 2002 | 2006 | 2010 |
| ---- | ---- | ---- |
| 57   | ↘55  | ↗56  |